# سم وود
سم وود (انگلیسی: Samuel Grosvenor "Sam" Wood؛ ۱۰ ژوئیهٔ ۱۸۸۴ – ۲۲ سپتامبر ۱۹۴۹) یک کارگردان فیلم، نویسنده، تهیه‌کننده، هنرپیشه، کارگزار املاک و مستغلات اهل ایالات متحده آمریکا بود.

## بخشی از فیلمشناسی
- خداحافظ، آقای چیپس
- بر باد رفته (کارگردانی:غیر‌رسمی؛بعد از بیماری کارگردان اصلی فیلم "ویکتور فلمینگ" کارگردانی چند صحنه پایانی را انجام می‌دهد.)
- ردیف پادشاهان
- زنگ‌ها برای که به صدا در می‌آیند
- شبی در اپرا
- شهر ما
- غرور یانکی‌ها
- کیتی فویل
- یک روز در مسابقه